# 印第安希尔斯 (肯塔基州)
印第安希尔斯，是美国肯塔基州的一座城市。建立于1999年，面积约为5.2平方公里（2平方英里）。根据2010年美国人口普查，该市的人口为2,868人。